# Bauer Ágota
Bauer Ágota, Dévai-Bauer (Szombathely, 1986. szeptember 14. –) magyar bajnok labdarúgó, hátvéd. Jelenleg az osztrák FC Südburgenland labdarúgója.

## Pályafutása
A Viktória FC csapatában szerepelt. Tagja volt az első vidéki női labdarúgó-bajnokcsapatnak 2004-ben. 2012-ben az osztrák FC Südburgenland csapatában folytatta pályafutását.

## Sikerei, díjai
- Magyar bajnokság
  - bajnok: 2003–04
  - 2.: 2004–05, 2005–06
  - 3.: 2001–02, 2002–03